# 別宮大山祇神社
別宮大山祇神社（べっくおおやまづみじんじゃ）は、愛媛県今治市にある神社。伊予国一宮の大山祇神社の別宮。旧社格は県社。新四国曼荼羅霊場40番札所。

## 概要

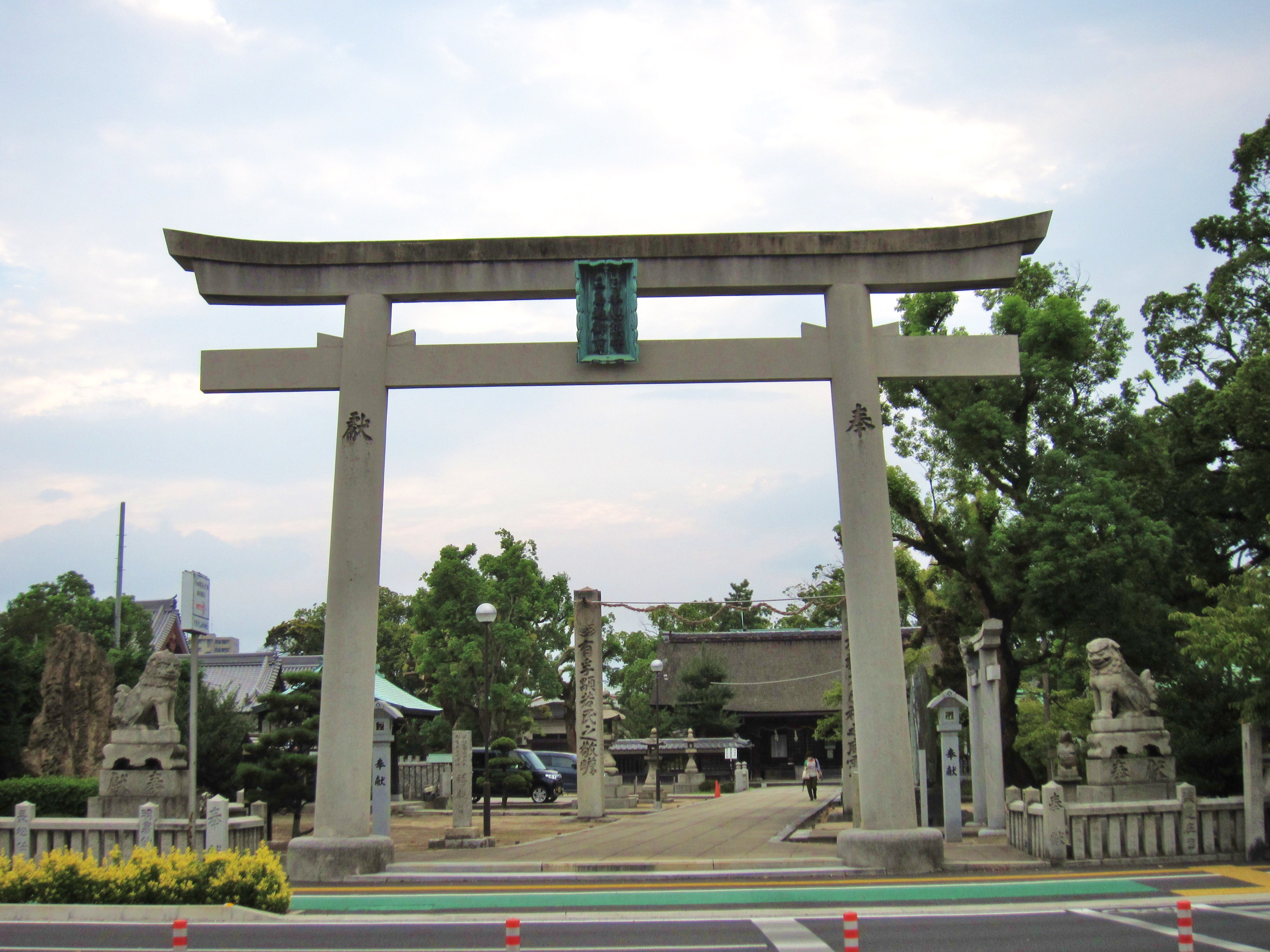
鳥居

今治市中心部、国道317号に面して鎮座する。本宮である瀬戸内海の大三島に鎮座する日本総鎮守・大山祇神社の別宮である。
往時には本宮と並ぶほどの威容を誇っていたと伝えられている。戦国時代造営の拝殿は、愛媛県の有形文化財に指定されている。
天正の兵火による災禍以降は、四国八十八箇所の札所である当社の別当寺として南光坊が納経を担当し、その時の納経帳には「日本總鎮守 大山積大明神　別當南光坊」と書かれていた。しかし、明治初年に神仏分離で南光坊と分かれ札所も移ったが、現在でも境内は隣接しており、当社と南光坊の両所参りは習わしである。

## 祭神
- 大山積大神（おほやまつみおおかみ）
大三島からの勧請。本宮同様、社名と祭神の表記は異なる。

## 歴史

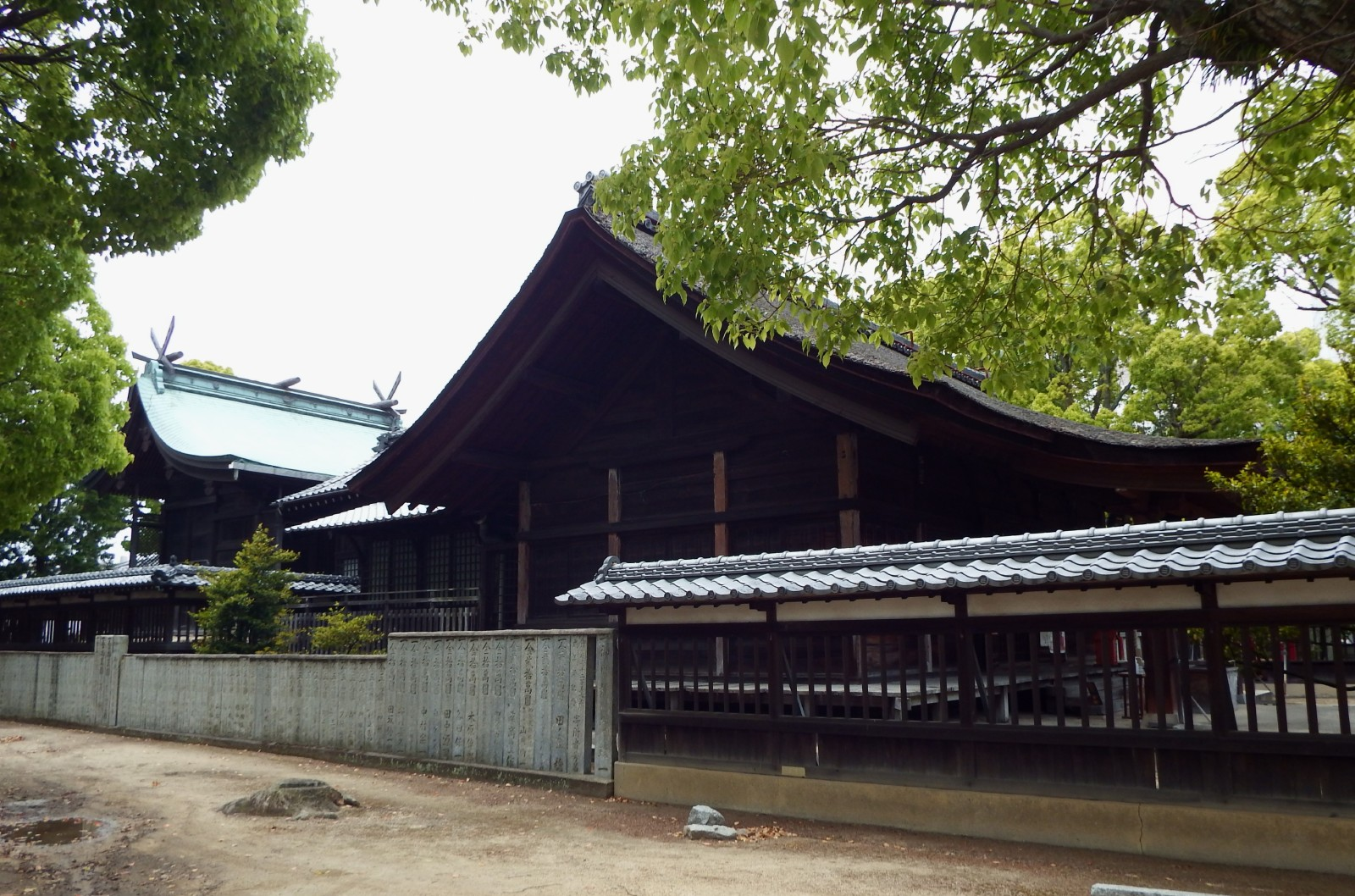
拝殿本殿

社伝によれば、大宝3年（703年）、越智玉澄が文武天皇の勅命により大三島から祭神を越智郡日吉郷に勧請し、本宮である大山積神社の別宮（地御前）としたのに始まる。
和銅5年（712年）に社殿が完成した（これをもって創建とする説もある）。本宮は大宝元年（701年）に着工し社殿が完成し遷座の儀が行われたのは養老3年（719年）であるので、当社の方が早いともいえる。そして以後、本宮の社家・大祝家の分家の別宮氏が神職を勤めた。
正治年間（1199年-1200年）、本宮の24あった僧坊のうちの8坊が大三島から別宮に移され、別当寺・大積山光明寺の塔頭とされた。そして、弘仁年間（810年 - 824年）空海が巡錫のとき当社に参拝し坊で法楽をあげたとされることから、その後、四国八十八箇所が成立したとき８８の札所の一つと定められ、納経は別当の光明寺でされていた。本式の遍路は海を渡って大三島の本宮にも参拝し別当の神宮寺でも納経することなので、その時の江戸時代の納経帳には「日本總鎮守 三島本宮 別當神宮寺」と書かれていて、追加での参拝の形になるので札所番号は書かれていない。
天文20年（1551年）、落雷で社殿が炎上し、天正3年（1575年）に来島通総により再建された。僧坊8坊は天正年間（1573年-1592年）に長宗我部氏の軍勢により焼き払われ、後に南光坊のみが再建され当社の別当寺となり、当社に参拝し納経は南光坊でするようになった。
近世は藤堂高虎をはじめとして歴代今治藩主の保護を受けた。
明治初年の神仏分離で当社の本殿に奉安されていた本地大通智勝如来および二脇士と十六王子と札所が南光坊へ移され、別当関係は解消された。また、本宮と同様に社名が別宮大山積神社から別宮大山祇神社に変更された。
昭和12年、社殿新築される。そのとき拝殿は他所に移され絵馬堂として使用された。
昭和20年（1945年）、今治市街地は米軍の空襲を受けて当社の本殿を残しほとんどが焼失したが、絵馬堂となり他所に移されていた元拝殿も焼失を免れた。そして、再建時、元拝殿を元の位置に戻し再び拝殿となる。

## 境内
- 本殿

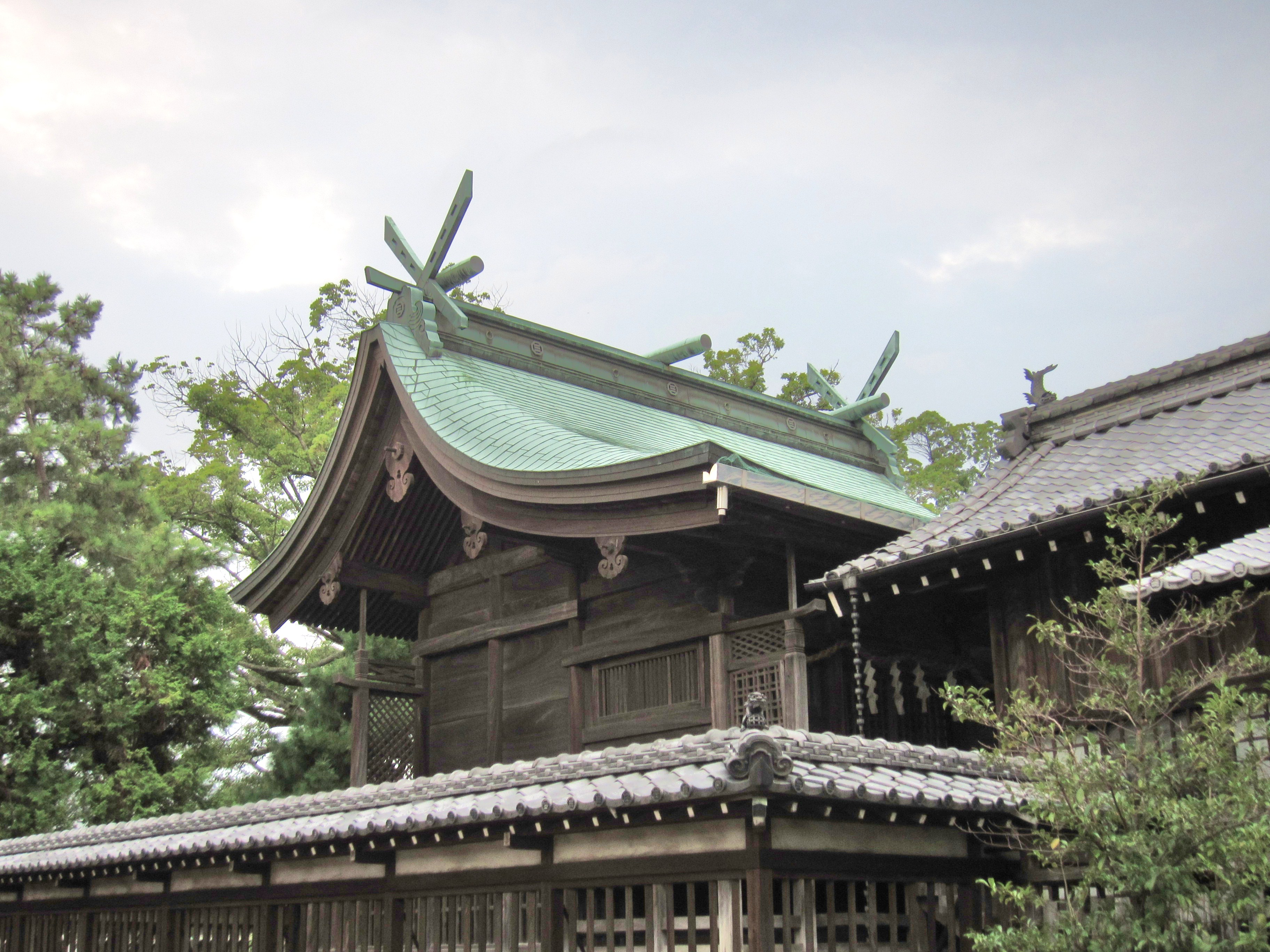
本殿

- 拝殿 - 天正3年（1575年）来島通総による再建時のもの。桁行5間、梁間4間、一重、切妻造檜皮葺。享保4年（1719年）には前拝全部が増築された。昭和37年（1962年）、解体修理復元工事がなされた。[5]。愛媛県指定有形文化財。
- 鳥居 - 額には「日本総鎮守 三島地御前」と記載。

## 摂末社
- 阿奈波神社（あなばじんじゃ） - 祭神は磐長姫大神（大山積大神の長女）、大三島の阿奈波神社の別宮。
- 奈良原神社 - 祭神は楢原山（旧越智郡玉川町）山頂の奈良原神社分霊、奈良原神社の氏子全員が離村して今治市内に移ることになったため、当社境内に分霊を勧請した。
- 清高稲荷神社
- 荒神社 - 祭神は三宝荒神・大穴牟遅神、社殿は寛政6年（1794年）、摩利支天宮として建てられたもの。

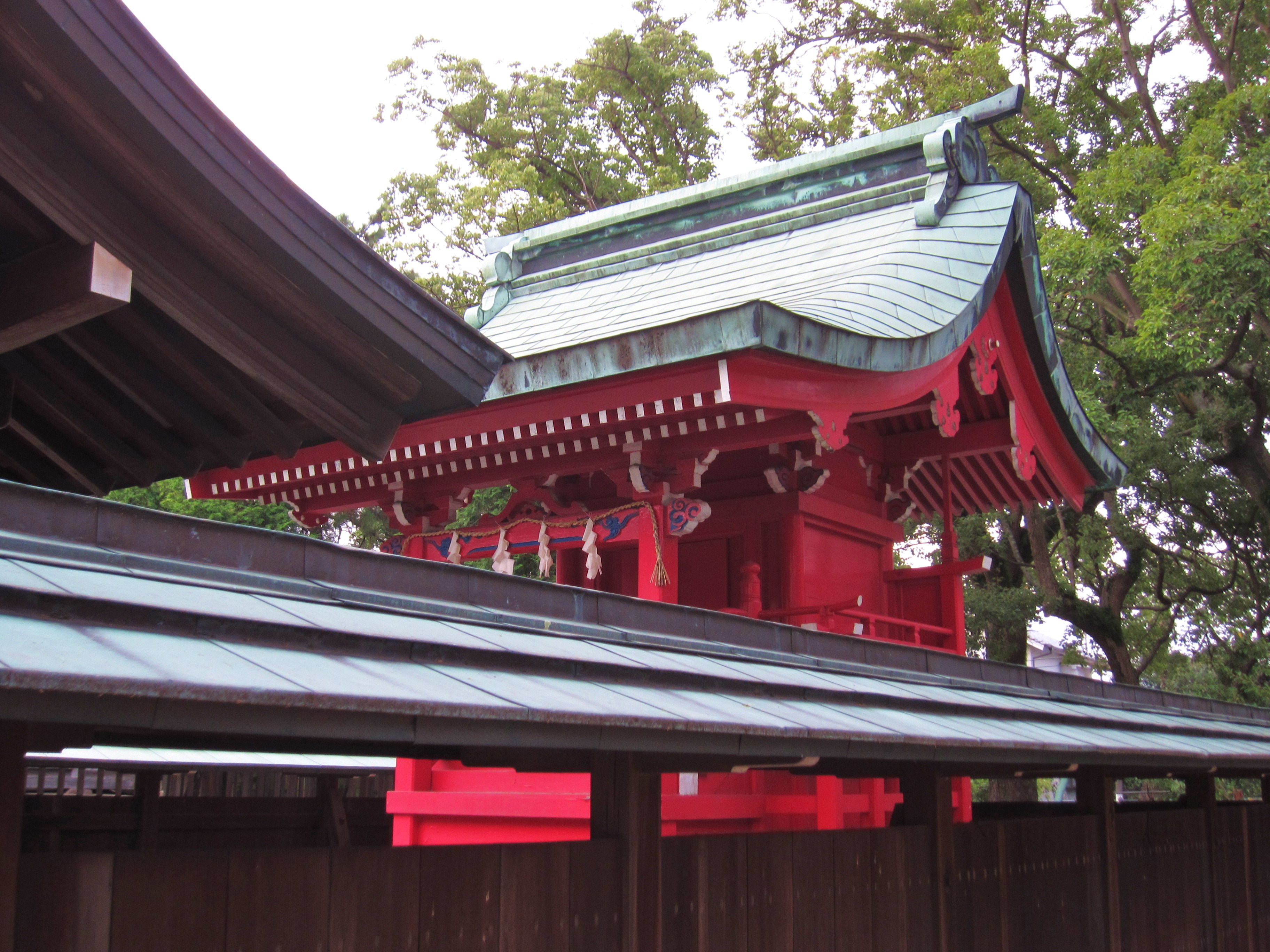
阿奈波神社
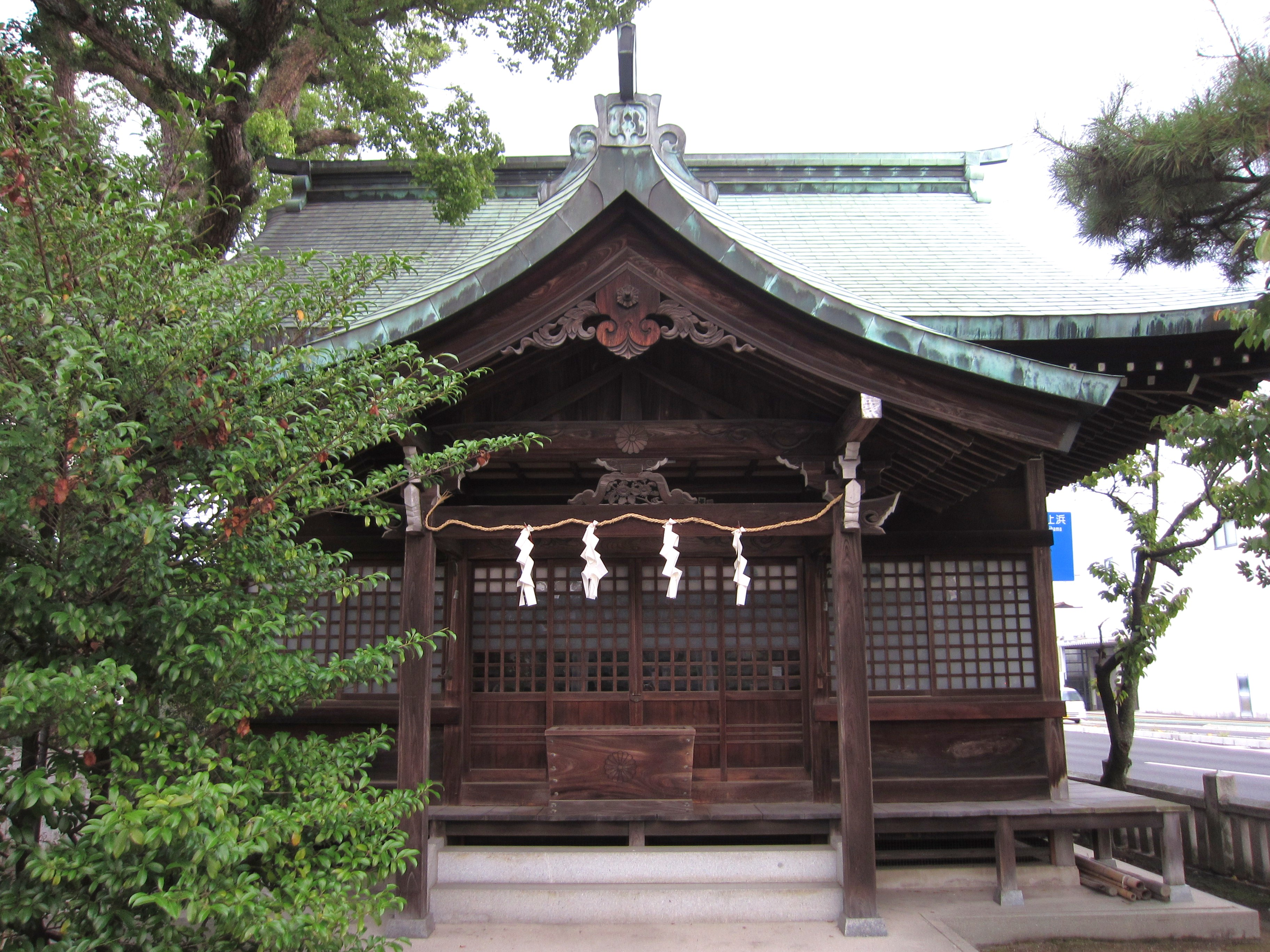
奈良原神社
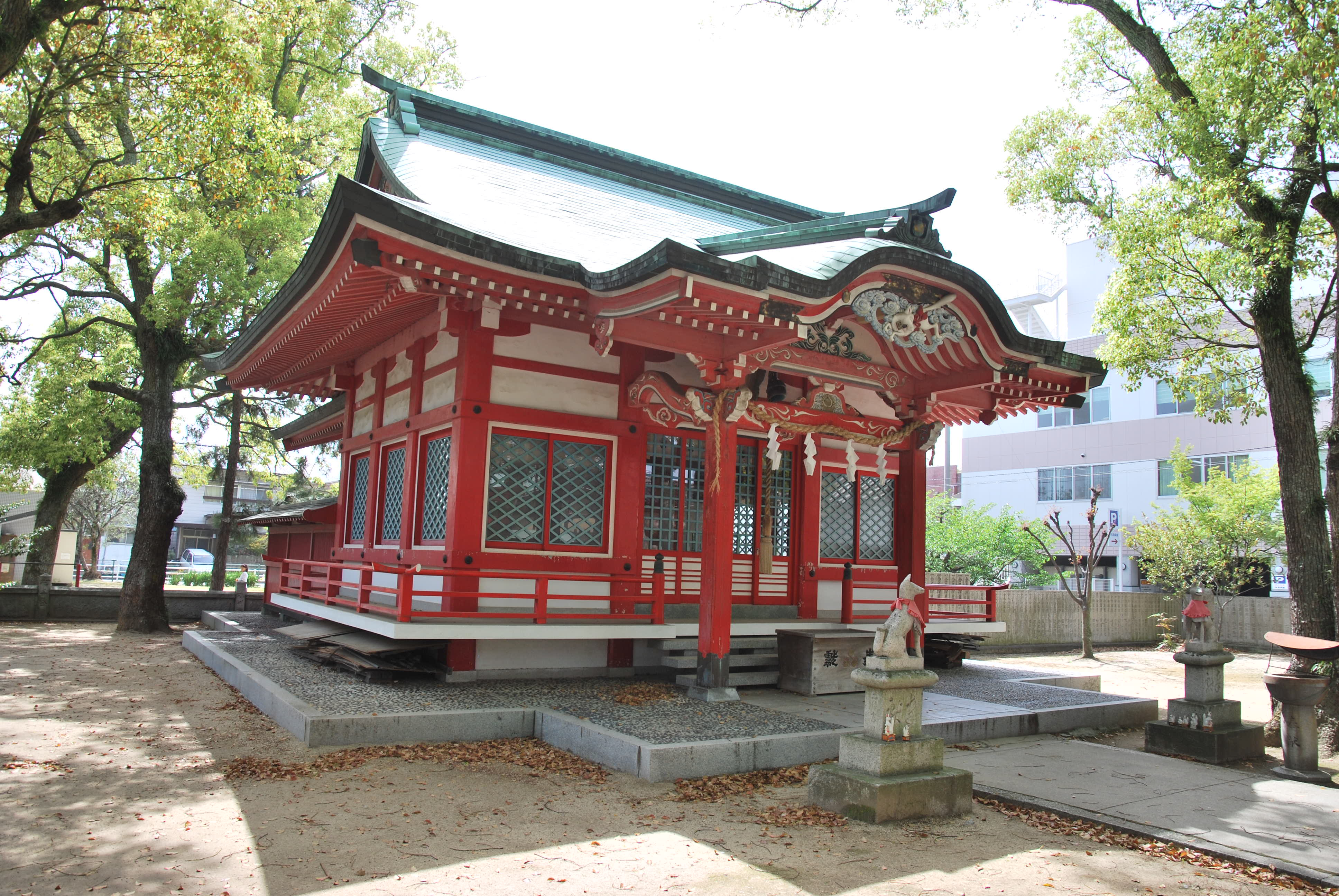
清高稲荷神社
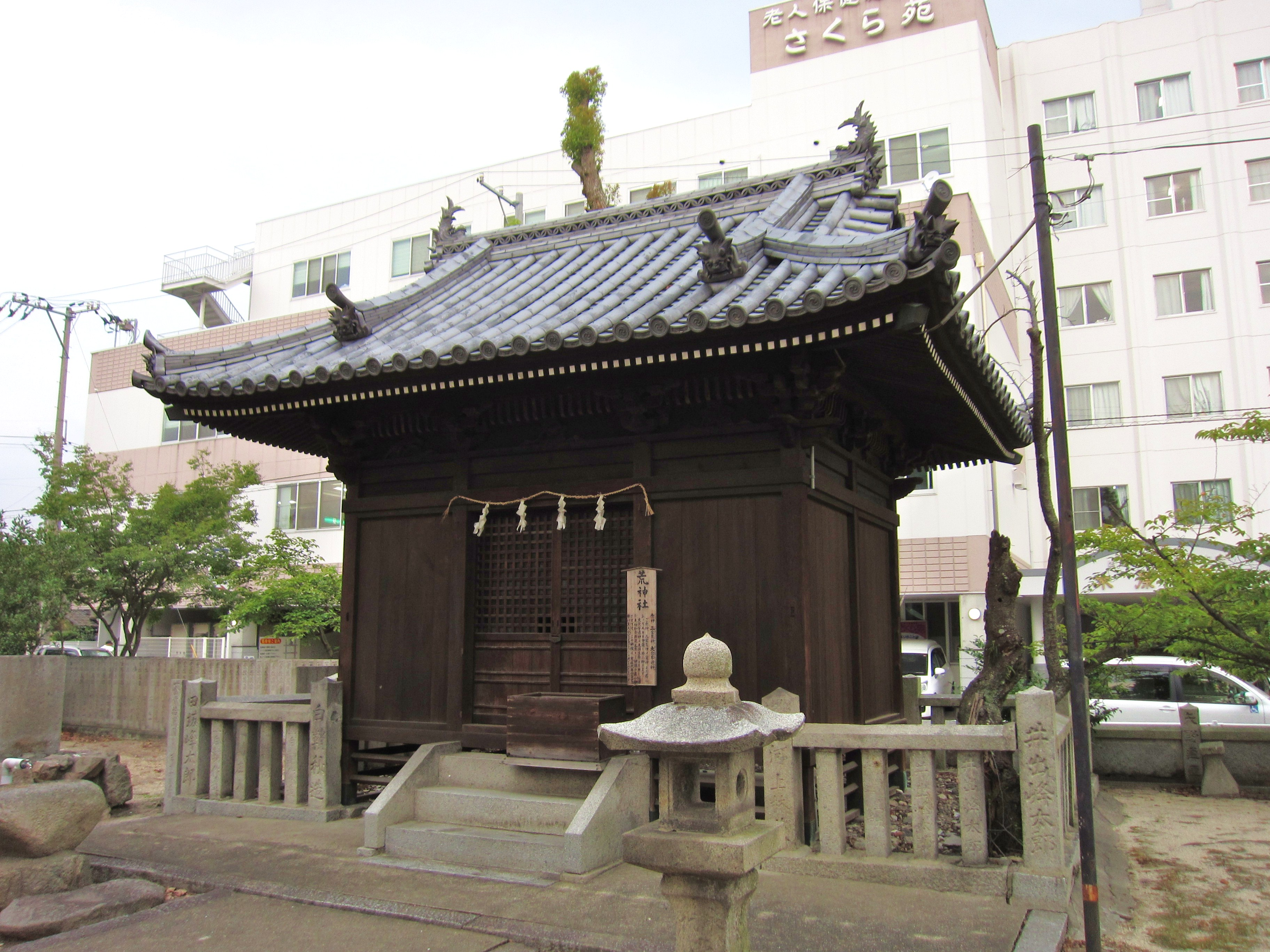
荒神社

## 主な祭事
- 歳旦祭 （1月1日）
- 祈年祭 （2月17日）
- 初午祭 （旧2月初午日）
- 例大祭 （第2土曜日）
- 輪越（夏越）祭 （7月29日）
- 新嘗祭 （11月23日）
- 除夜祭 （12月31日）

## 文化財

### 愛媛県指定文化財
- 有形文化財
  - 拝殿 - 昭和40年3月29日指定。

### 今治市指定文化財
- 有形文化財
  - 理海尼の石灯籠 - 昭和59年4月14日指定。
  - 絵馬「白馬の図」 - 昭和40年12月22日指定。
- 天然記念物 
  - クスノキ - 昭和49年7月6日指定。

## 前後の札所
新四国曼荼羅霊場
39 竹林寺 --- 40 別宮大山祇神社 --- 41 光林寺

## 現地情報
所在地
- 愛媛県今治市別宮町3丁目6-1

交通アクセス
- 鉄道：JR四国予讃線 今治駅（徒歩約8分）

周辺
- 南光坊 - 四国八十八箇所55番札所。